# Getto krakowskie

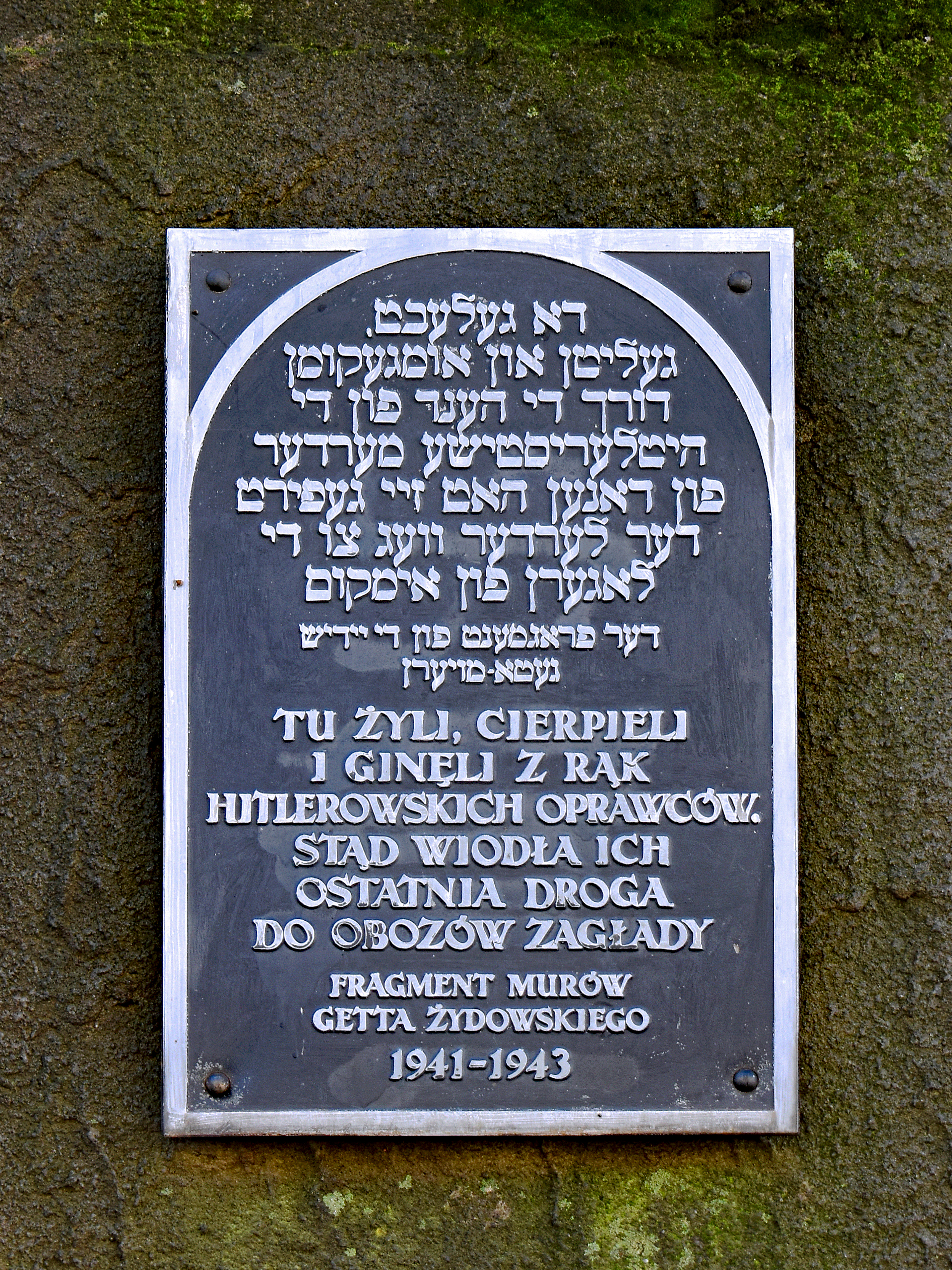
Tablica pamiątkowa na fragmencie murów przy ul. Lwowskiej 27

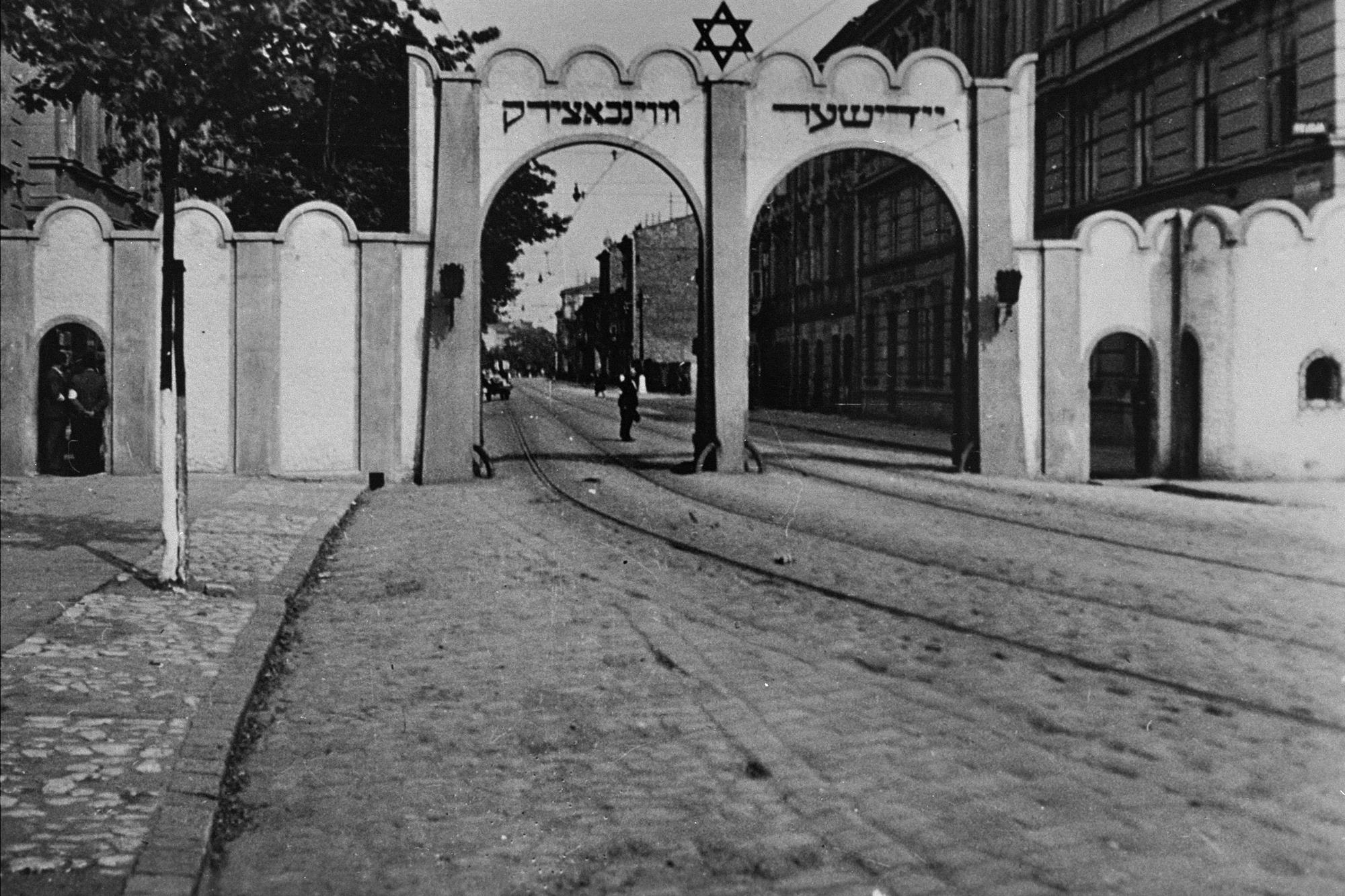
Brama I getta, rok 1941.
Wejście z Rynku Podgórskiego na ul. Limanowskiego

Getto krakowskie (oficjalnie niem. Der jüdische Wohnbezirk in Krakau – Żydowska dzielnica mieszkaniowa w Krakowie, jid. ‏קראָקעווער געטאָ‎ Krokewer geto) – getto dla ludności żydowskiej w Krakowie utworzone w marcu 1941 roku przez niemieckie władze okupacyjne w dzielnicy Podgórze.
Przed II wojną światową Kraków zamieszkiwała ok. 68-tysięczna społeczność żydowska, jednak większość Żydów zostało zmuszonych do opuszczenia miasta w pierwszych miesiącach okupacji niemieckiej. W getcie znalazło się ponad 15 tysięcy osób. Ta liczba wzrosła później do ok. 20 tys. w związku z przesiedleniami do getta Żydów z okolicznych miejscowości.
W 1942 Niemcy przeprowadzili w getcie dwie akcje deportacyjne, a jego powierzchnia została zmniejszona. Zostało ono zlikwidowane w marcu 1943.

## Historia

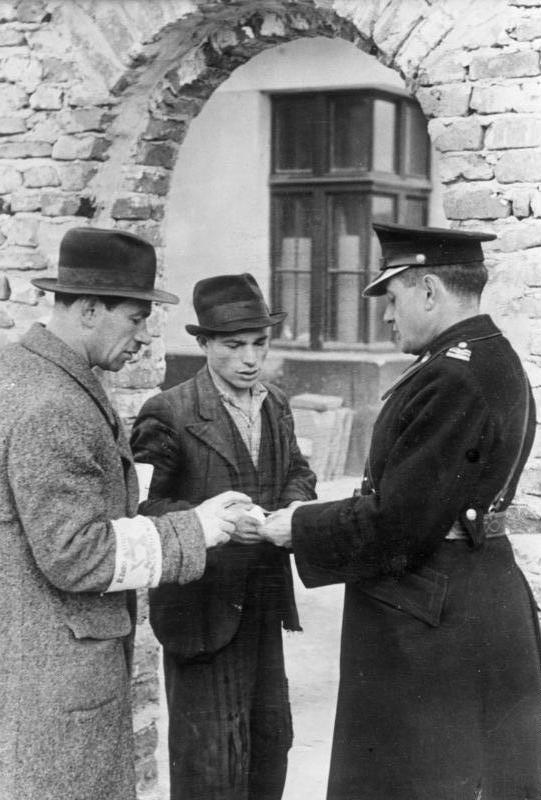
Granatowy policjant kontroluje dokumenty w getcie, 1941

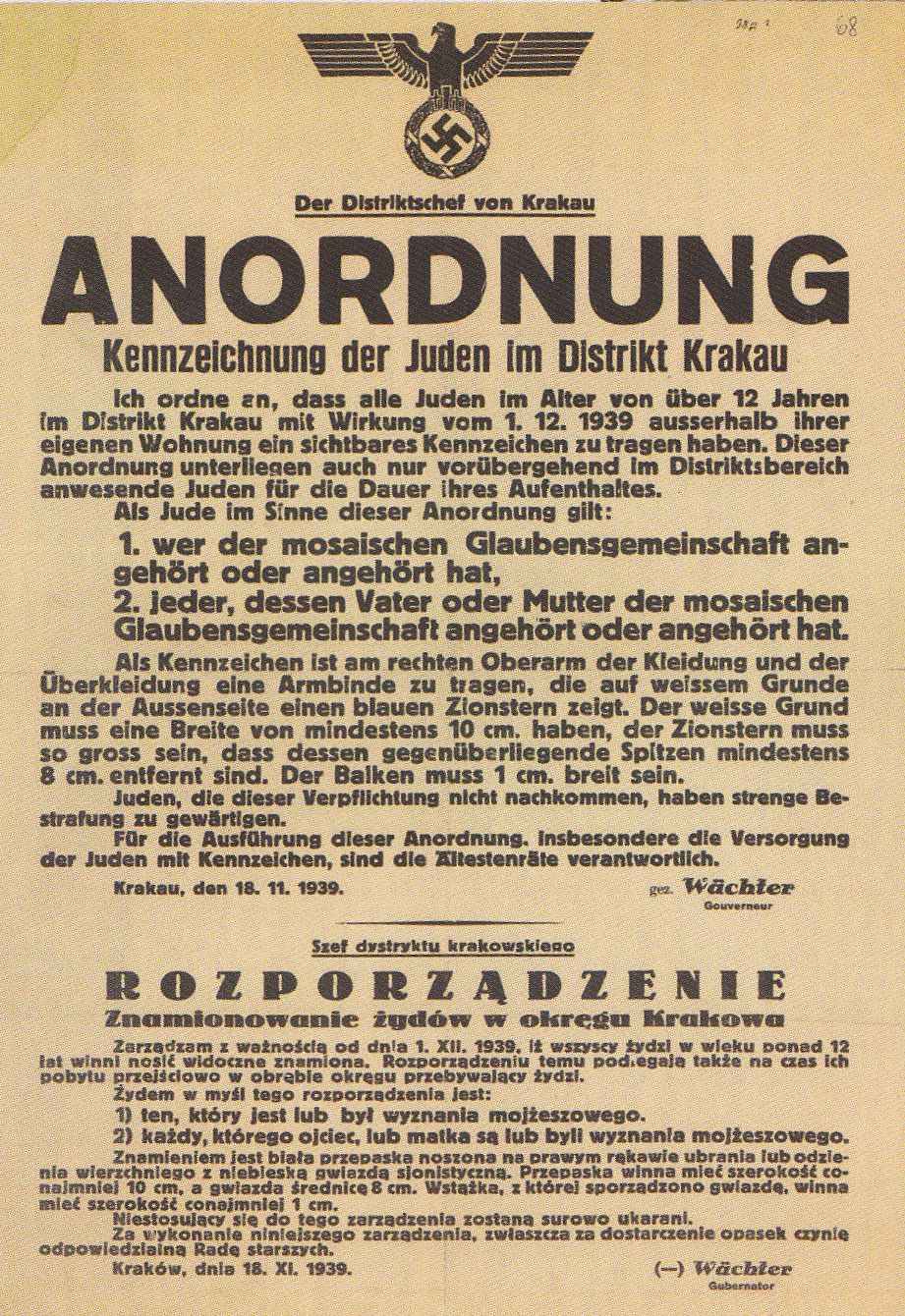
Rozporządzenie o znamionowaniu Żydów z 18 listopada 1939

Prześladowania Żydów w Krakowie rozpoczęły się natychmiast po zajęciu Krakowa przez wojska niemieckie 6 września 1939 roku. Nałożono na nich obowiązek uczestniczenia w pracach przymusowych (wrzesień 1939), noszenia opasek z Gwiazdą Dawida (listopad 1939), zamknięto synagogi, rozpoczęto rekwirowanie majątku ruchomego i nieruchomego.
8 września 1939 Marek Bieberstein otrzymał rozkaz utworzenia w ciągu dwóch dni Rady Żydowskiej (Judenratu) wraz z nominacją na jej prezesa. Rada miała odpowiadać za posłuszne i terminowe wykonywania zarządzeń władz okupacyjnych przez żydowską społeczność Krakowa.
Do maja 1940 z rozkazu niemieckich władz okupacyjnych zarządzono deportację Żydów z terenu miasta. Z ok. 68 tys. pozostało ok. 15 tys. pracowników żydowskich i członków ich rodzin.
Getto krakowskie zostało utworzone zarządzeniem gubernatora dystryktu krakowskiego Otto Wächtera z 3 marca 1941 roku z terminem przeprowadzki do 20 marca. Zostało zamknięte 21 marca. Getto powstało w części dzielnicy Podgórze, którą pierwotnie zamieszkiwało ok. 3 tys. osób. Na obszarze ok. 20 hektarów znalazło się 15 ulic (lub ich części) oraz 320 domów z 3167 izbami mieszkalnymi. Do getta trafiło ponad 15 tysięcy Żydów. Z kolei większość mieszkańców Podgórza, którzy musieli opuścić teren nowo utworzonego getta, wprowadziło się do pożydowskich mieszkań na Kazimierzu.
Dzielnica żydowska została otoczona drutem kolczastym. W kwietniu 1941 polscy murarze rozpoczęli wznoszenie wokół getta wysokiego muru o półkolistych zwieńczeniach przypominających kształtem żydowskie nagrobki (macewy). Fragmenty muru getta zachowały się przy ul. Lwowskiej 27 oraz na tyłach budynku szkolnego przy ul. Limanowskiego 62.
Do getta prowadziły cztery bramy: na placu Zgody (obecnie plac Bohaterów Getta), u wylotu ul. Lwowskiej, obok na ul. Limanowskiego oraz u wylotu ul. Limanowskiego na Rynek Podgórski. Bramy do getta były strzeżone przez żandarmerię niemiecką i polską policję (tzw. policję granatową). Okna wychodzące na stronę „aryjską” zostały zamurowane. Siedziba policji żydowskiej, którą kierował Symche Spira, mieściła się przy ul. Józefińskiej 17. Początkowo liczyła 40 osób, później jej stan osobowy wzrósł do ok. 200 osób. Od czerwca 1941 siedziba Judenratu mieściła się przy Rynku Podgórskim 1.

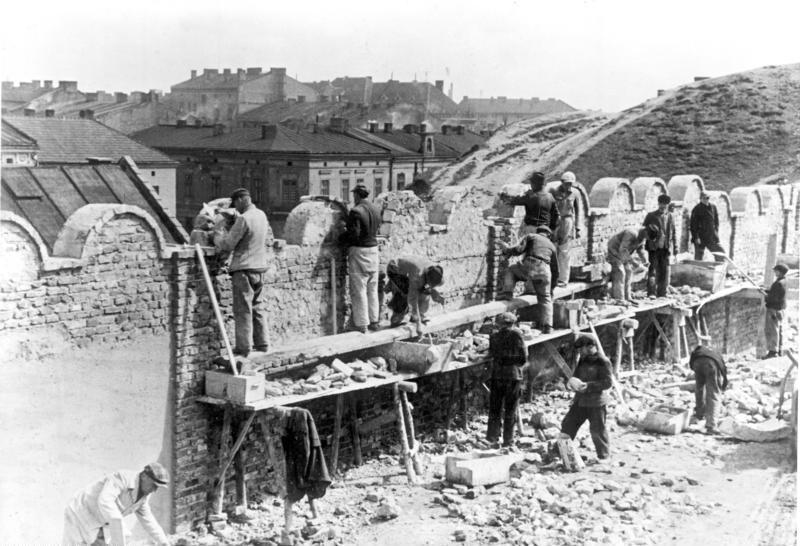
Wznoszenie murów getta na Wzgórzu Lasoty, maj 1941

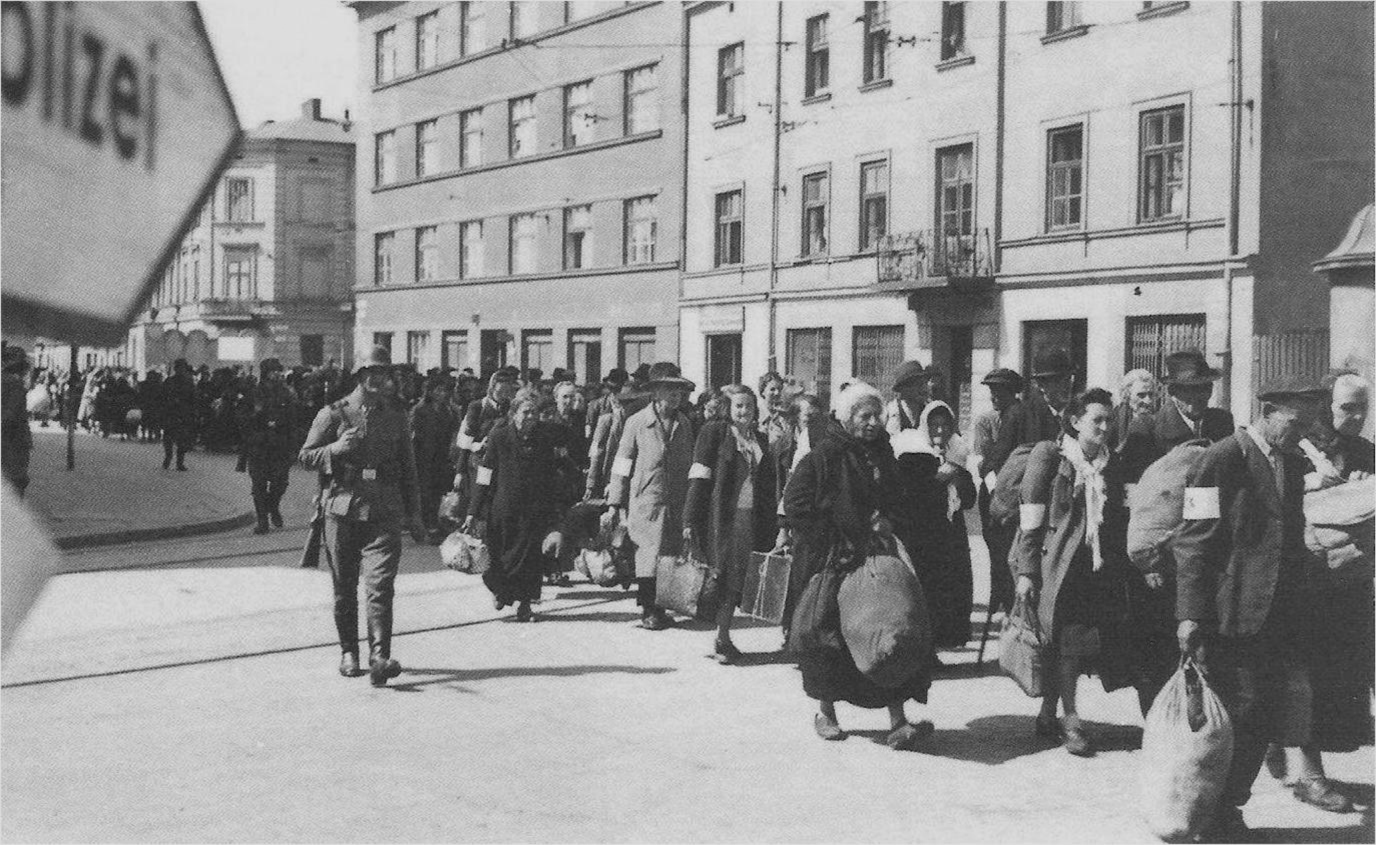
Deportacja Żydów z getta, dzisiejsza ul. Lwowska (ówcześnie ul. Salinarna), marzec 1943

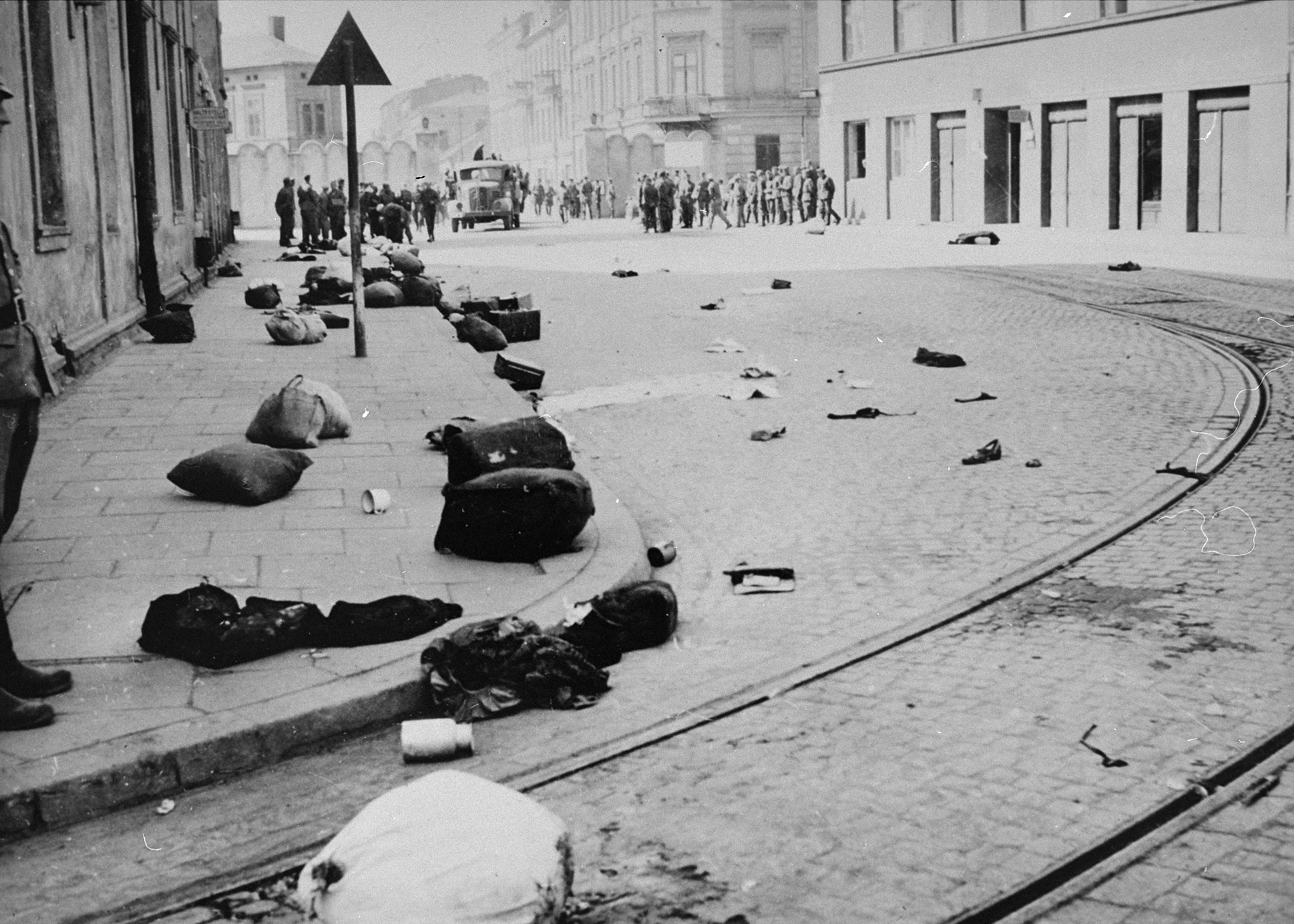
Mienie porzucone przez deportowanych, dzisiejsza ul. Lwowska (ówcześnie ul. Salinarna) w tle brama III getta, marzec 1943

Część Żydów pracowała poza gettem, m.in. w fabryce kabli w Płaszowie, w cegielni „Bonarka”, na lotnisku w Rakowicach, w Fabryce Emalia Oskara Schindlera i fabryce Józefa Chmielewskiego. Fabryki zatrudniające Żydów funkcjonowały również w samym getcie, m.in. zakład tekstylny Juliusa Madritscha (Rynek Podgórski 2) i fabryka szkieł optycznych Roberta Dziuby (ul. Targowa 6).
15 października 1941 roku na mocy zarządzenia gubernatora Hansa Franka getto stało się oficjalnie dzielnicą zamkniętą: za jej przekroczenie bez specjalnej przepustki groziła kara śmierci. Dnia 15 października 1941 roku gubernator generalny wydał rozporządzenie o karze śmierci dla Żydów opuszczających getta oraz dla Polaków udzielających im pomocy. Było to tzw. trzecie rozporządzenie o ograniczeniach pobytu w Generalnym Gubernatorstwie i odwoływało się do dekretu Adolfa Hitlera z 12 października 1939 roku. W art. I paragraf 4b karze śmierci podlegali zarówno Żydzi opuszczający getta, jak i osoby pomagające uciekinierom oraz ich ukrywające. Śmierci podlegały również osoby zachęcające do takich aktów, a usiłowanie czynu karane było tak samo jak czyn dokonany.
Pod koniec maja 1942 roku Niemcy przeprowadzili akcję deportacyjną ludności żydowskiej. W nocy z 31 maja na 1 czerwca 1942 funkcjonariusze gminy żydowskiej w asyście policji żydowskiej przeprowadzili kontrolę tzw. kart rozpoznawczych, która stała się pretekstem do wywiezienia ok. 5 tysięcy ludzi do obozu zagłady w Bełżcu. 20 czerwca 1942 Niemcy zarządzili zmniejszenie obszaru getta.
28 października 1942 przeprowadzono drugą akcję deportacyjną w wyniku której wywieziono ok. 7 tys. osób, a wiele zamordowano na miejscu. W grudniu 1942 getto podzielono na dwie części: „A” przeznaczoną dla osób zdolnych do pracy oraz „B” dla bezrobotnych, osób starszych i chorych. Linia graniczna przechodziła wzdłuż placu Zgody.
W dniach 13–14 marca 1943 roku Niemcy przeprowadzili akcję likwidacyjną getta. Kierował nią SS-Sturmbannführer Willi Haase. 8 tysięcy Żydów uznanych za zdolnych do pracy zostało przetransportowanych do obozu Plaszow. Około 2 tysięcy zostało zamordowanych na miejscu. Wśród nich były odebrane rodzicom dzieci i chorzy ze szpitali. Ciała ofiar przetransportowano do obozu Plaszow i tam pogrzebano w masowych grobach. Codziennie w dawnym getcie pracowało obozowe komando robocze, którego członkowie sortowali i zabezpieczali pozostawione tam rzeczy.
W getcie krakowskim powstały żydowskie grupy oporu (Żydowska Organizacja Bojowa), które ze wsparciem Armii Krajowej podejmowały różne działania dywersyjne, w tym akcje zbrojne. W odróżnieniu od getta warszawskiego nie doszło tutaj do wybuchu powstania przed likwidacją getta. Wydawana była gazeta dla Żydów – „Gazeta Żydowska”.
Z ok. 70-tysięcznej społeczności żydowskiej w Krakowie wojnę przeżyło ok. tysiąc osób.

## Granice getta
Obszar getta w 1941 był ograniczony następującymi ulicami (opis od północy, zgodnie z ruchem wskazówek zegara, nazwy współczesne):
- ul. Piwna
- ul. Krakusa, fragment
- ul. Nadwiślańska, fragment
- ul. Na Zjeździe, fragment
- ul. Kącik
- ul. Traugutta
- ul. Dąbrowskiego, fragment
- ul. Lwowska, fragment
- ul. Limanowskiego, fragment
- północne stoki Wzgórza Lasoty
- ul. Potebni
- ul. Parkowa, fragment
- Rynek Podgórski, pierzeje wschodnia i północna
- ul. Brodzińskiego
- ul. Józefińska

## Tramwaje w getcie krakowskim
Przez getto przebiegały dwie „aryjskie” linie tramwajowe (pogrubieniem zaznaczono ich przebieg na terenie getta):
- „3”: DWORZEC TOWAROWY – Kamienna – Długa – Sławkowska – Rynek Główny – Mikołajska – Mały Rynek – Sienna – Starowiślna – Na Zjeździe – Lwowska – Tarnowska (ob. B. Limanowskiego) – Kalwaryjska – Wadowicka – ŁAGIEWNIKI (Borek Fałęcki)
- „6”: SALWATOR – T. Kościuszki – Zwierzyniecka – Wiślna – Rynek Główny – Mikołajska – Mały Rynek – Sienna – Starowiślna – Na Zjeździe – Lwowska – Wielicka – PŁASZÓW (cmentarz Podgórski)[20].

Tramwaje pokonywały teren getta bez zatrzymywania się. Czas przejazdu przez jego teren trwał kilka minut (dwa przystanki w okresie przedwojennym). Linia nr „3” była bardziej obciążona, gdyż w „aryjskiej” części Podgórza mieściły się liczne przedsiębiorstwa, a przy ul. S. Czarnieckiego, czyli na terenie getta, siedziba sądów karnych Sądu Grodzkiego w Krakowie oraz więzienie.
Ponieważ tramwaje krakowskie nie miały zamalowanych na niebiesko szyb, tak jak np. w Łodzi, pasażerowie w czasie przejazdu mogli obserwować życie getta. Tramwaje „aryjskie” przejeżdżające przez krakowskie getto służyły czasami do przerzutu większych paczek z prowiantem lub innymi rzeczami, których nie dało się ze względu na wielkość przemycić podczas pieszego przechodzenia przez bramy. Były one wyrzucane z jadących tramwajów w umówionych miejscach. Najbardziej dogodnym miejscem dla tego celu był prawdopodobnie odcinek na ul. Lwowskiej, pomiędzy pl. Zgody a skrzyżowaniem z ul. Józefińską – tym bardziej że według wspomnień T. Pankiewicza największy przemyt do getta szedł nocą właśnie przez bramę przy pl. Zgody.

## Ważniejsze obiekty na terenie getta
- Apteka Pod Orłem
- Plac Bohaterów Getta

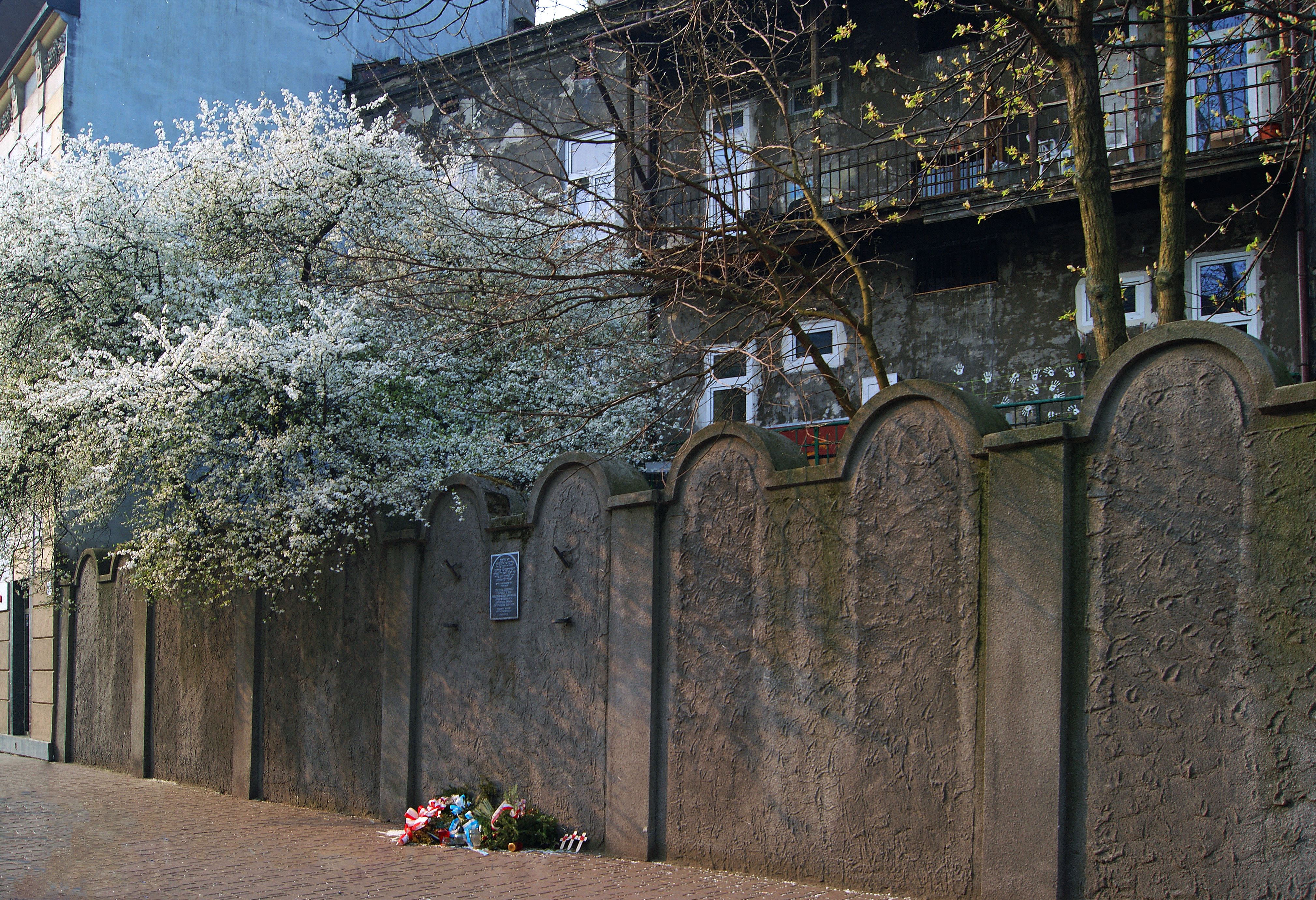
Zabytkowy fragment muru getta przy ul. Lwowskiej 27 i tablica pamiątkowa

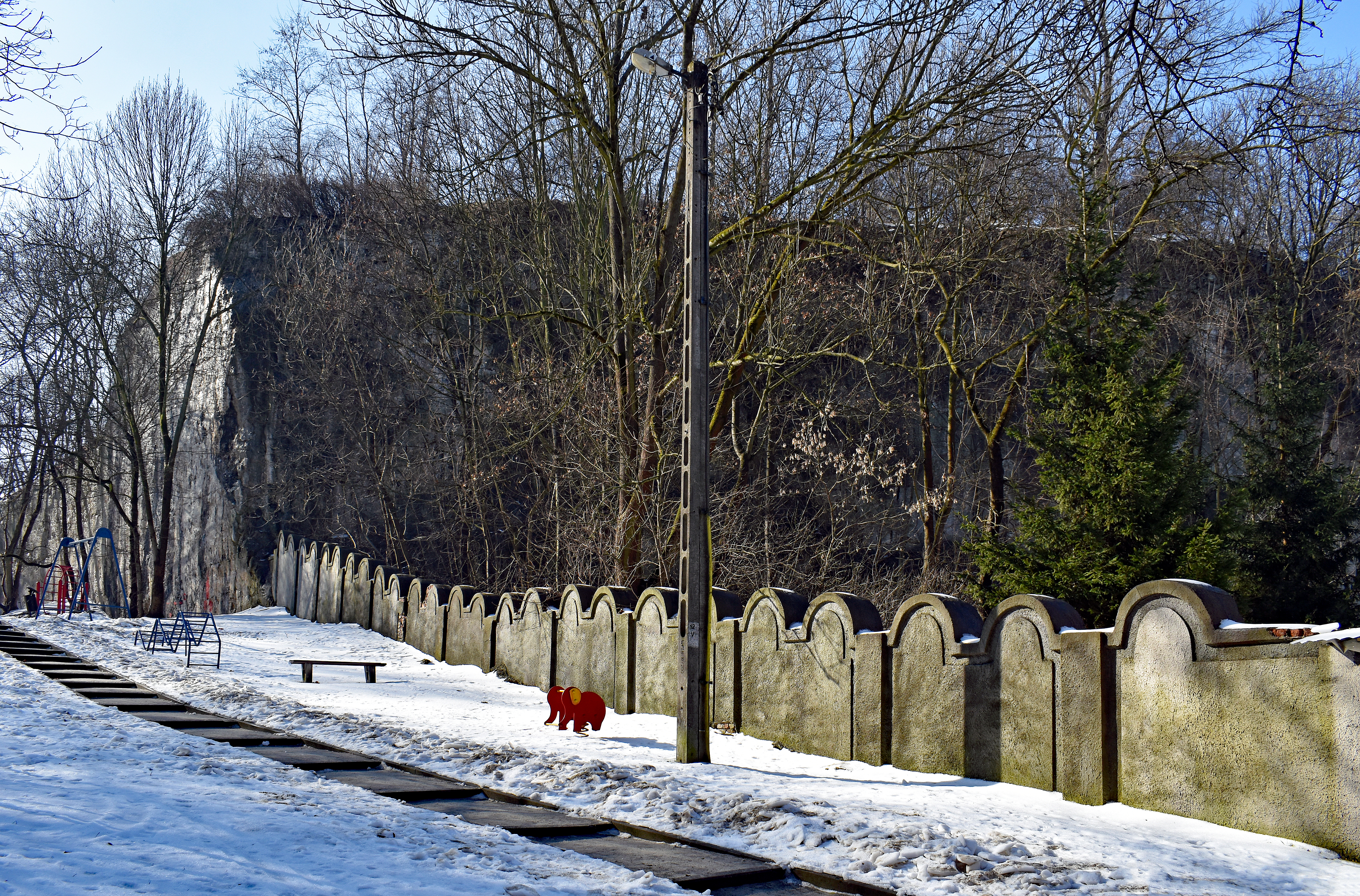
Fragment muru getta na tyłach budynku szkoły przy ul. Limanowskiego 62

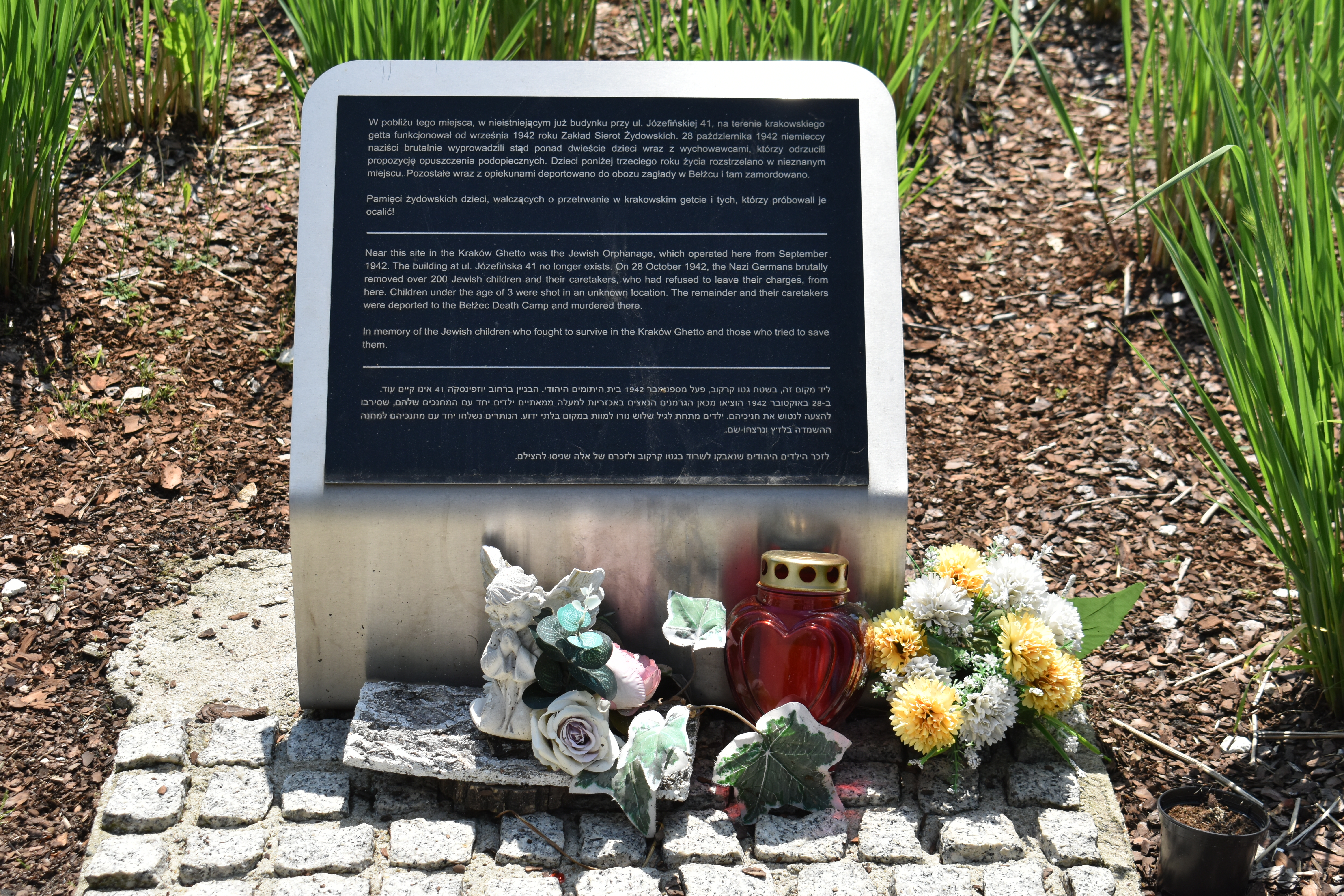
Pomnik zamordowanych żydowskich sierot i ich opiekunów m.in. Dawida Kurzmanna, w miejscu gdzie znajdował się w getcie Dom Sierot, ul. Józefińska 39.

- Fragmenty muru getta przy ul. Lwowskiej 27 (na murze tablica pamiątkowa w językach jidysz i polskim) i ul. Limanowskiego 62

## Literatura poruszająca temat getta krakowskiego
- Aleksander Bieberstein, Zagłada Żydów w Krakowie
- Katarzyna Zimmerer, Zamordowany świat. Losy Żydów w Krakowie 1939–1945
- Tadeusz Pankiewicz, Apteka w getcie krakowskim
- Stella Müller-Madej, Dziewczynka z listy Schindlera
- Roma Ligocka, Dziewczynka w czerwonym płaszczyku
- Roman Kiełkowski, ... Zlikwidować na miejscu
- Lejb Lejzon, Chłopiec z listy Schindlera, Warszawa 2014[24]

## Mieszkańcy getta krakowskiego
- Miriam Akavia – pisarka i tłumaczka, przewodnicząca Towarzystwa Izrael-Polska
- Julian Aleksandrowicz – polski lekarz
- Josef Bau – poeta, prozaik, malarz, grafik i fotograf
- Estera Broder – botaniczka, nauczycielka
- Mojżesz Deutscher – polityk, dziennikarz, senator
- Mordechaj Gebirtig – poeta i autor piosenek
- Natan Gross – pisarz i reżyser
- Yoram Gross – twórca filmów animowanych
- Ryszard Horowitz – fotograf
- Tadeusz Jakubowicz – działacz społeczności żydowskiej
- Jerzy Korczak – prozaik i satyryk
- Samuel Kornitzer – rabin
- Dawid Alter Kurzmann – chasyd, kupiec i filantrop, opiekun Domu Sierot
- Roma Ligocka – pisarka
- Abraham Neumann – malarz i grafik
- Roman Polański – polski reżyser
- Michał Weichert – teatrolog i reżyser teatralny, szef Żydowskiej Samopomocy Społecznej
- Aleksander Weissberg-Cybulski – fizyk
- Henryk Zvi Zimmermann – polityk i dyplomata izraelski
- Renata Zisman – pianistka

## Inne osoby związane z gettem
- Tadeusz Pankiewicz – właściciel Apteki pod Orłem
- Oskar Schindler – niemiecki przemysłowiec
- Julius Madritsch– austriacki przemysłowiec
- Raimund Titsch – austriacki przemysłowiec